# Devika Vidot

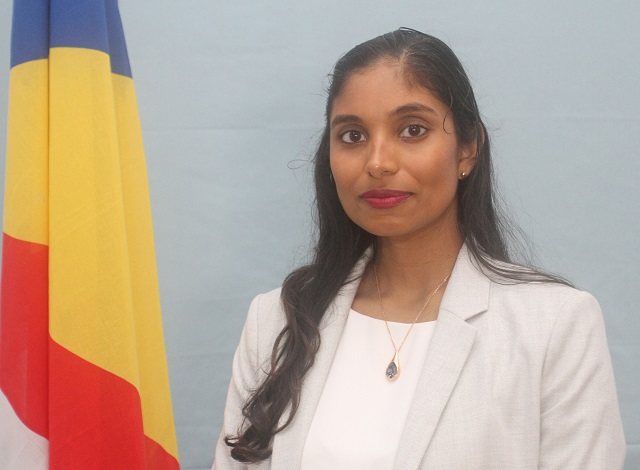
Devika Vidot (2020)

Devika Sumitra Kathrina Vidot (geb. 18. November 1988, Takamaka, Seychellen) ist eine Buchhalterin und Politikerin der Seychellen. Seit dem 3. November 2020 dient sie als Minister of Investment, Entrepreneurship and Industry.

## Leben
Vidot erwarb einen Abschluss in Buchhaltung und Finanzen an der University of Manchester und einen Master in Professional Accountancy. Sie arbeitete im Finanzbereich und hat Erfahrung in Finanzprüfung. Sie war außerdem Lehrbeauftragte an der University of Seychelles in Business Administration (Verwaltung). Zuletzt arbeitete sie für die Offshore-Industrie.
Am 31. Oktober 2020 wurde Vidot einstimmig als Ministerin für „Investment, Entrepreneurship and Industry“ gewählt.